# مؤسسه جیمز بیکر

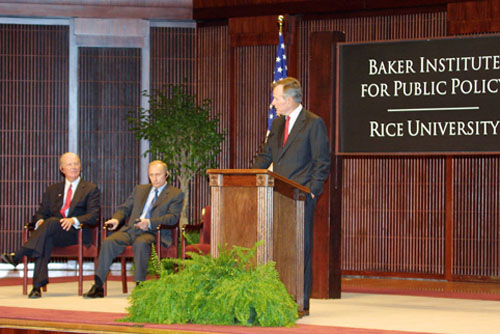
جیمز بیکر، جرج بوش پدر، و ولادیمیر پوتین در جلسهٔ سخنرانی برای دانشجویان در موسسه سیاست‌های عمومی جیمز بیکر در دانشگاه رایس

موسسه سیاست‌های عمومی جیمز بیکر سوم دانشگاه رایس (به انگلیسی: The James A. Baker III Institute for Public Policy) نام یک موسسه پژوهشی در دانشگاه رایس در تگزاس است.
این موسسه اندیشگاه علوم سیاسی در ۱۹۹۳ تأسیس شد و در شهر هیوستون قرار دارد. جیمز بیکر نخستین رئیس موسسه بود، و موسسه به افتخار وی نامگذاری گردیده.
هوشنگ انصاری از بنیانگذاران و حامی مالی این موسسه بوده‌است.